# اتحاد الإمارات للجوجيتسو
 اتحاد الإمارات للجوجيتسو  تم تأسيس اتحاد الإمارات للجوجيتسو في نوفمبر عام 2012 م، وذلك بدعم وتوجيهات من قبل سمو الشيخ محمد بن زايد آل نهيان، ولي عهد أبوظبي نائب القائد الأعلى للقوات المسلحة. يعني الاتحاد بتشريع قوانين وسياسات وتشريعات تختص برياضة الجوجيتسو والتعاون مع جهات أخرى من أجل تحقيق رؤية الاتحاد وأهدافه. يقوم الاتحاد بتعزيز رياضة الجوجيتسو في مجتمع الإمارات وتوفير كافة السبل من أجل نشر الرياضة.

## الرؤية، الرسالة والأهداف والقيم
الرؤية:
العمل من أجل توفير بيئة رياضية داعمة ومحفزة لتحقيق التميز والتنافس العالمي في رياضة الجوجيتسو
الرسالة:
أن يصبح اتحاد الإمارات للجوجيتسو رمزا رياديا لرياضة الجوجيتسو عالميا
الأهداف الإستراتيجية:
1. المساهمة في بناء جيل قوي يستطيع الدفاع عن نفسه.
2. توفير بيئة تنافسية وتأهيل أبطال للمنافسة دوليا بناءً على أفضل المعايير العالمية.
3. نشر ثقافة رياضة الجوجيتسو والثقافة الصحية من خلال أنشطة الاتحاد.
4. تحقيق التميز الرياضي من خلال الشراكة الفعالة محلياً واقليمياً ودولياً.
5. الإدارة الفعالة للموارد البشرية والمالية والتقنية.

القيم:
1. الولاء: زرع الولاء والانتماء في اللاعبين يؤمن بالوطن وحماية مكتسباته.
2. الثقة بالنفس: بناء مواطن قوي يدافع عن ذاته وأسرته ومجتمعه.
3. الاحترافية: سنؤهل لاعبين ذوي كفاءة واحترافية عالية
4. التطوير المستمر: أن نعمل على تطوير أدائنا ومواردنا باحترافية عالية
5. العمل كفريق: نحن نؤمن بأهمية التعاون والمشاركة وتبادل المعرفة والخبرات
6. الاعتراف بالانجازات: نقدر الإنجازات ونقيمها، من خلال التحفيز على كل المستويات
7. الروح الرياضية: نؤمن بأهمية الاحترام والالتزام بقواعد اللعب النظيف

## الجوجيتسو في دولة الإمارات العربية المتحدة
يعد سمو الشيخ طحنون بن زايد آل نهيان الأب الروحي لرياضة الجوجيتسو في دولة الإمارات العربية المتحدة. تعرف الشيخ طحنون على رياضة الجوجيتسو أثناء استكمال دراسته في سان دييجو في عام 1955 وتدرب في أكاديمية جريسي بارا حيث تعلم رياضة الجوجيتسو وأساسها. عاد سمو الشيخ طحنون إلى دولة الإمارات في عام 1997 فأسس نادي أبوظبي للقتال لتعليم الفنون القتالية والجوجيتسو وأطلق بعدها بطولة الجوجيتسو والتي أقيمت للمرة الأولى في عام 1999.الشيخ طحنون بن زايد آل نهيان هو الإماراتي الأول حامل الحزام الأسود.

## برنامج الجوجيتسو المدرسي
احتضن مجلس أبوظبي للتعليم رياضة الجوجيتسو في المدارس ابتداء من عام 2008، حيث تم ادخال الجوجيتسو في 14 مدرسة حكومية في أبوظبي، العين والمنطقة الغربية. وسرعان ما لاقت المبادرة قبول واسعاُ مما أدى إلى توسيع نطاق المبادرة لتشمل 46 مدرسة في عام 2012. في عام 2014، بلغ عدد المدارس التي تبنت رياضة الجوجيتسو 100 مدرسة متجاوزاً عدد 38 ألف طالب وطالبة. أما في عام 2015، فتجاوز رقم الطلاب والطالبات ممارسي رياضة الجوجيتسو إلى 47 ألف في 130 مدرسة.

## بطولة أبوظبي العالمية لمحترفي الجوجيتسو
تقام بطولة أبوظبي العالمية لمحترفي الجوجيتسو في شهر أبريل من كل عام، تحت رعاية صاحب السمو الشيخ محمد بن زايد آل نهيان، ولي عهد أبوظبي نائب القائد الأعلى للقوات المسلحة، وتعد البطولة النهائية للجولات التأهيلية والتي تقام داخل دولة الإمارات العربية المتحدة وخارجها. بلغ عدد الجولات التأهيلية لبطولة أبوظبي العالمية لمحترفي الجوجيتسو في عام 2015، 30 جولة خارجية تأهيلية تقام في مختلف أنحاء العالم، علماً أن الجولات الداخلية في دولة الإمارات العربية المتحدة بلغت 13 بطولة.
في عام 2015، نظم اتحاد الإمارات للجوجيتسو النسخة السابعة من البطولة تحت رعاية صاحب السمو الشيخ محمد بن زايد آل نهيان ولي عهد أبوظبي نائب القائد الأعلى للقوات المسلحة من 20 إلى 25 أبريل حيث بلغ عدد المشاركين 4000 لاعب ولاعبة موزعين في كأس العالم لصغار الجوجيتسو وبطولة أبوظبي العالمية لمحترفي الجوجيتسو. شارك في البطولة لاعبين ولاعبات من مختلف أنحاء العالم كأستراليا، والبرازيل، والبرتغال، وبولندا، وبريطانيا، واليابان، وكندا والولايات المتحدة ليبلغ عدد الدول المشاركة أكثر من 100 دولة.
رعاة البطولة:
الشريك الرسمي: شركة الاستثمارات البترولية الدولية (آيبيك).
الراعي الرسمي: القيادة العامة للقوات المسلحة.
الخطوط الجوية الرسمية: الاتحاد للطيران.
شريك السيارات الحصري: بريميير موتورز ولاند روڤر
الرعاة الماسيين: القيادة العامة لشرطة أبوظبي، ومجموعة الفطيم، وشركة بترول أبوظبي الوطنية (أدنوك)
الرعاة الذهبيين: شركة الإمارات العالمية للألمنيوم، ودولفين للطاقة المحدودة
الرعاة الفضيون: هيئة أبوظبي للسياحة والثقافة، وجهاز حماية المنشآت الحيوية والسواحل، وبنك أبوظبي الوطني، وتوازن

## جولات جراند سلام العالمية
نشأت جولات أبوظبي جراند سلام العالمية في عام 2015 والتي تتضمن أربع جولات رئيسية تقام في كل من طوكيو، لوس أنجلوس، ريو دي جانيرو ولندن. تم اختيار هذه المدن بسبب ارتباطها برياضة الجوجيتسو وكونهم من أهم العواصل العالمية والتي تحتل فيها الجوجيتسو على شعبية كبيرة من أجل تكوين مرحلة جديدة للاتحاد نجو العالمية والاحترافية.

## إنجازات الاتحاد
من أهم إنجازات اتحاد الإمارات للجوجيتسو:
1. الفوز بلقب أفضل اتحاد رياضي من قبل جريدة الاتحاد الرياضية التابعة لأبوظبي للإعلام.
2. الدخول إلى موسوعة غينيس للأرقام القياسية العالمية عبر تنظيم أكبر حصة تدريبية لرياضة الجوجيتسو.
3. جائزة صاحب السمو الشيخ خليفة بن زايد آل نهيان، رئيس الدولة، للإبداع الرياضي.
4. ميداليات ملونة في بطولة آسيا للألعاب.[5]